# 世界で一番恋してる
「世界で一番恋してる」（せかいでいちばんこいしてる）は、喜多修平の楽曲。喜多の5枚目のシングルとして2011年5月11日にLantisから発売された。

## 概要
前作「Secret Garden」から約1年ぶりのリリースであり、2011年1枚目のシングル。
表題曲「世界で一番恋してる」は、テレビアニメ『世界一初恋』、インターネットラジオ『世界一初恋 〜WEBラジオの場合〜』の第1回から第12回までのオープニングテーマとして起用された。テレビアニメの主題歌に起用されるのは3枚目のシングル「STORIES」以来。
CDジャケットは、同アニメに登場するキャラクターの小野寺律と高野政宗が描かれている。
本作を引っ提げたキャンペーンが2011年5月15日、5月21日にそれぞれアニメイト横浜店、タワーレコード新宿店で開催された。

## チャート成績
2011年5月23日付のBillboard Hot Singles Salesで33位、Billboard Hot Animationで16位を獲得した。また、2011年5月21日放送分の『COUNT DOWN TV』で68位を獲得した。
ドワンゴが運営しているウェブサイトの2011年度年間ランキングでは、「アニメロミックス 着うた」で74位、「アニメロ★うた 着うた」で95位を獲得した。2011年度上半期ランキングでは、「アニメロミックス 着うた」で48位、「アニメロ★うた 着うた」で65位を獲得した。

## 収録曲
1. 世界で一番恋してる [3:53]
作詞：こだまさおり、作曲・編曲：宮崎誠
  - テレビアニメ『世界一初恋』オープニングテーマ
  - インターネットラジオ『世界一初恋 〜WEBラジオの場合〜』第1回〜第12回オープニングテーマ

「まっすぐな恋愛ソング」[6][7]かつ「疾走感溢れる爽快な曲」[8]。レコーディング時は自分の「恋」に対する気持ちを思い切りぶつけたと語っている[6]。
アップテンポでキャッチーな曲なので[9][10]、「リズムよく歌う事」と「声の雰囲気を明るくする」ということを気をつけて唄入れを行ったという[7]。
喜多は楽曲のテンポが速くノリがいい所が気に入ってるという[7]。
2. あたりまえのような奇跡 [4:44]
作詞：こだまさおり、作曲：渡辺翔、編曲：渡辺翔・山路一志
  - テレビアニメ『世界一初恋』イメージソング

劇中の恋愛の深部を描いた静かなスローバラードである[7][9]。
3. Spiral Lovers [4:30]
作詞・作曲：喜多修平、編曲：山路一志
「Secret Garden」以来2作目の自身が作詞、作曲を手掛けている楽曲。

## 収録アルバム
| 曲名                   | アルバム         | 発売日        |
| ---------------------- | ---------------- | ------------- |
| 世界で一番恋してる     | 『ユメノキセキ』 | 2012年2月29日 |
| あたりまえのような奇跡 | 『ユメノキセキ』 | 2012年2月29日 |